# Washington State University Women's Volleyball
La Washington State University Women's Volleyball è la squadra di pallavolo femminile appartenente alla Washington State University,  con sede a Pullman (Washington): milita nella West Coast Conference della NCAA Division I.

## Storia
La squadra di pallavolo femminile della Washington State University viene fondata nel 1973 da Sue Durrant. A cavallo tra gli anni novanta e inizio anni duemila, sotto la guida di Cindy Fredrick, le Cougars attraversano il periodo migliore della propria storia, centrando con buona continuità l'accesso alla post-season e spingendosi fino alla Elite Eight nel 1996 e nel 2002; nel 1992 conquistano il primo trofeo della propria storia, aggiudicandosi il NIVC.
Nel 2024 si trasferisce nella West Coast Conference.

## Palmarès
- NIVC: 1

1992

## Record
| Piazzamento |    | Edizione                                                        |
| ----------- | -- | --------------------------------------------------------------- |
| Tornei NCAA | 18 | Elite Eight: 2 1996, 2002                                       |
| Tornei NCAA | 18 | Sweet Sixteen: 3 1997, 2018, 2023                               |
| Tornei NCAA | 18 | Secondo turno: 8 1993, 1995, 2000, 2016, 2017, 2020, 2021, 2022 |
| Tornei NCAA | 18 | Primo turno: 5 1991, 1994, 2001, 2009, 2019                     |

## Conference
- Northwest College Women's Sports Association: 1973-1979
- Northwest Women's Volleyball League: 1980-1981
- Northern Pacific Athletic Conference: 1982-1985
- Pac-12 Conference[1]: 1986-2023
- West Coast Conference: 2024-

## National Freshman of the Year
- Magdaléna Jehlářová (2019)

## All-America

### First Team
- Sarah Silvernail (1996)
- Magdaléna Jehlářová (2022, 2023)

### Second Team
- Keri Killebrew (1992)
- Sarah Silvernail (1995)
- Stephanie Papke (1996)
- Magdaléna Jehlářová (2019)

### Third Team
- Taylor Mims (2018)
- Magdaléna Jehlářová (2021)

## Allenatori
- Sue Durrant : 1973-1975
- Judy Novinc : 1976
- Marie Matsen : 1977-1978
- Kay Wilke : 1979
- Cindy Laughlin : 1080-1981
- Jim Coleman : 1082-1984
- Kaprice Bray : 1985
- Karen Lamb : 1986-1988
- Cindy Fredrick : 1989-2003
- Brian Heffernan : 2004-2007
- Andrew Palileo : 2008-2010
- Jen Greeny : 2011-